# Сан-Луис (Антьокия)
Сан-Луис (исп. San Luis) — город и муниципалитет на севере Колумбии, на территории департамента Антьокия. Входит в состав субрегиона Восточная Антьокия.

## История
Поселение из которого позднее вырос город было основано 25 августа 1876 года. Муниципалитет Сан-Луис был выделен в отдельную административную единицу в 1878 году.

## Географическое положение
Город расположен в юго-восточной части департамента, в гористой местности Центральной Кордильеры, на расстоянии приблизительно 63 километров к востоку-юго-востоку (ESE) от Медельина, административного центра департамента. Абсолютная высота — 1147 метров над уровнем моря.

Муниципалитет Сан-Луис граничит на севере с муниципалитетом Сан-Карлос, на северо-востоке — с муниципалитетом Пуэрто-Наре, на востоке — с муниципалитетом Пуэрто-Трьюнфо, на юге — с муниципалитетом Сан-Франсиско, на западе — с муниципалитетами Кокорна и Гранада. Площадь муниципалитета составляет 453 км².

## Население
По данным Национального административного департамента статистики Колумбии, совокупная численность населения города и муниципалитета в 2012 году составляла 10 964 человек.
Динамика численности населения муниципалитета по годам:
| 2005   | 2006   | 2007   | 2008   | 2009   | 2010   | 2011   | 2012   |
| ------ | ------ | ------ | ------ | ------ | ------ | ------ | ------ |
| 11 009 | 10 996 | 10 994 | 10 986 | 10 987 | 10 973 | 10 970 | 10 964 |

Согласно данным переписи 2005 года мужчины составляли 52 % от населения Сан-Луиса, женщины — соответственно 48 %. В расовом отношении белые и метисы составляли 99,6 % от населения города; негры, мулаты и райсальцы — 0,4 %.
Уровень грамотности среди всего населения составлял 86,1 %.

## Экономика
Основу экономики Сан-Луиса составляют сельскохозяйственное производство и заготовка древесины.

54,8 % от общего числа городских и муниципальных предприятий составляют предприятия торговой сферы, 28,4 % — предприятия сферы обслуживания, 16,8 % — промышленные предприятия.